# 大岭乡 (贵港市)
大岭乡，是中华人民共和国广西壮族自治区贵港市覃塘区下辖的一个乡镇级行政单位。

## 行政区划
大岭乡下辖以下地区：
大岭村、村心村、新井村、新济村、古平村、贵宁村、江兴村、金沙村、龙马村和互合村。